# Звёздчатая кунья акула
Звёздчатая кунья акула (лат. Mustelus asterias) — широкораспространённый, но не часто встречающийся вид хрящевых рыб рода обыкновенных куньих акул семейства куньих акул отряда кархаринообразных. Обитает в северо-восточной части Атлантического океана. Размножается плацентарным живорождением. Максимальная зафиксированная длина 140 см. Опасности для человека не представляет. Рацион состоит в основном из ракообразных. Мясо этих акул употребляют в пищу. Впервые вид научно описан в 1870 году.

## Ареал
Звёздчатые куньи акулы обитают в северо-восточной и центрально-восточной Атлантике, включая Средиземное море. Они встречаются у берегов Шетландских островов, Норвегии, Швеции, Дании, Германии, Бельгии, Нидерландов, Франции, Великобритании, Испании, Португалии, Алжира, Хорватии, Египта, Италии, Израиля, Ливана, Ливии, Сирии и Туниса на континентальном шельфе на глубине до 200 м. По сравнению с европейской куньей акулой звёздчатые акулы чаще встречаются в северо-восточной Атлантике и реже в Средиземном море. У берегов Великобритании эти акулы держаться в больших бухтах, крупных эстуариях и в прибрежных водах, включая эстуарий Темзы, залив Те-Солент, Бристольский залив и залив Кардиган. Независимые опросы показали, что уровень улова на единицу промыслового усилия остаётся стабильным, хотя в целом улов невелик. Рыболовецкие отчёты говорят о том, что за период с 1994 по 1999 год в ходе 6446 рейсов, проводивших добычу на глубине 10—800 м звёздчатые куньи акулы попались всего 5 раз. Отчёты также свидетельствуют о сокращении численности этих акул в Лионском заливе и Адриатическом море.

## Описание
У звёздчатых куньих акул короткая голова и стройное тело. Расстояние от кончика морды до основания грудных плавников составляет от 13 % до 17 % от общей длины тела. Морда вытянутая и тупая. Овальные крупные глаза вытянуты по горизонтали. По углам рта имеются губные борозды. Зубы асимметричные, с центральным остриём, дополнительные зубцы отсутствуют. Внутренняя поверхность рта покрыта щёчно-глоточными зубчиками. Расстояние между спинными плавниками составляет 19—25 % от длины тела.

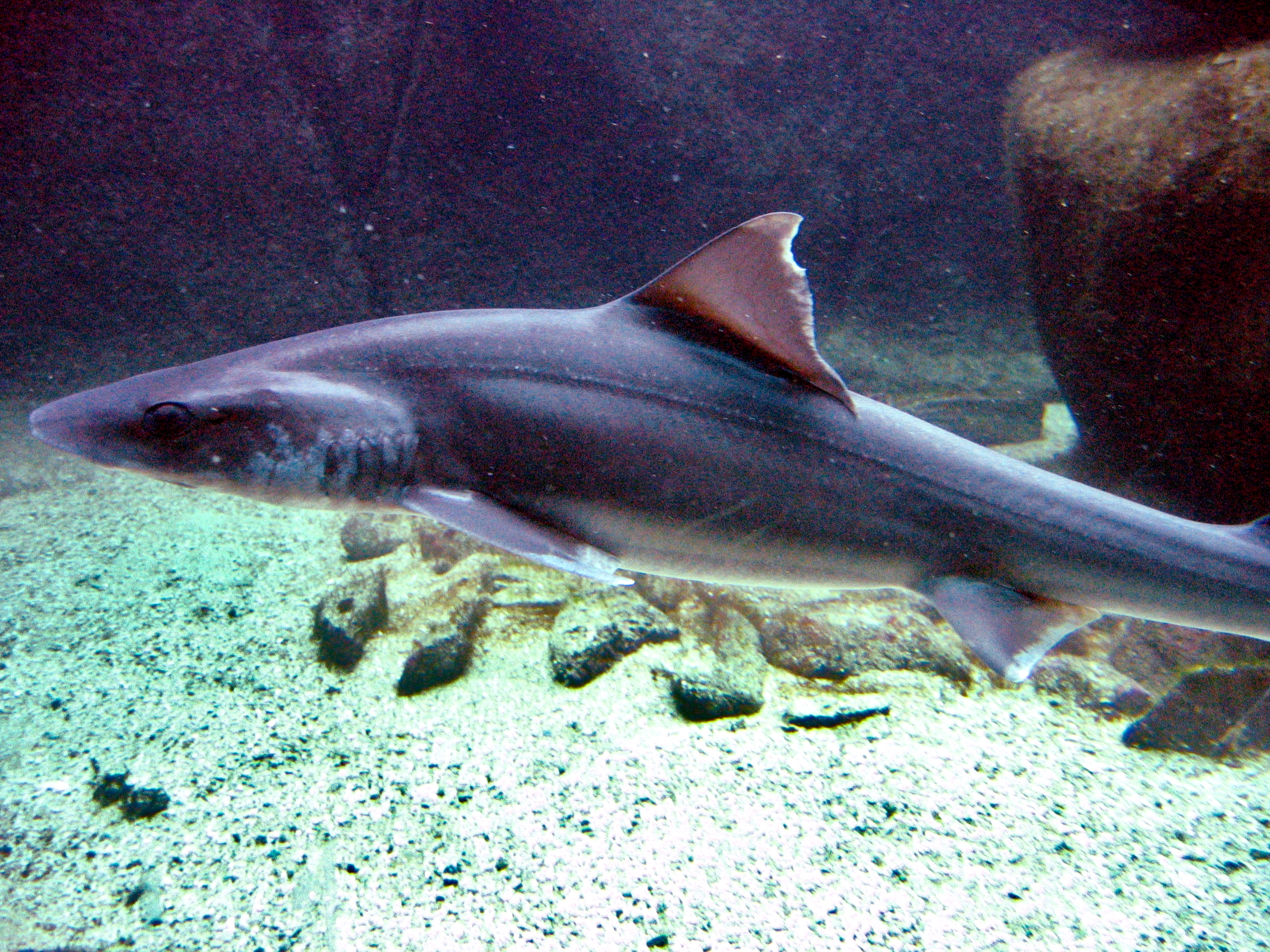
Звёздчатая акула в аквариуме Океанополиса.

Грудные плавники среднего размера, длина переднего края составляет 12—16 %, а заднего края 7,8—13 % от общей длины соответственно. Длина переднего края брюшных плавников составляет 6,6—9,1 % от общей длины тела. Высота анального плавника равна 2,4—1,9 % от общей длины. Нижняя лопасть хвостового плавника у неполовозрелых особей имеет серповидную форму. Первый спинной плавник довольно крупный, больше второго спинного плавника. Его основание расположено позади основания грудных плавников. Основание второго спинного плавника находится перед основанием анального плавника. Анальный плавник меньше обоих спинных плавников. У края верхней лопасти хвостового плавника имеется вентральная выемка. Хвостовой плавник вытянут почти горизонтально. Окрас серый или серо-коричневый. Спину покрывают белые пятнышки.

## Биология
Половая зрелость наступает при достижении длины около 80—85 см Вероятно, самки звёздчатых акул созревают в возрасте 10,75 лет. Средняя продолжительность жизни 25 лет. В помёте от 7 до 15 новорожденных. Беременность длится около 12 месяцев. Длина новорожденных около 30 см/ Рацион в основном составляют ракообразные..

## Взаимодействие с человеком
Не представляет опасности для человека. Мясо употребляют в пищу. В Европе мясо звёздчатых акул ценится низко и зачастую пойманных в качестве прилова акул выбрасывают за борт. В некоторых местах, например, в Бристольском заливе и Ла Манше, эти акулы являются объектом спортивного рыболовства.. Международный союз охраны природы присвоил этому виду статус «Вызывающий наименьшие опасения».